# 2008年北京オリンピックの柔道競技

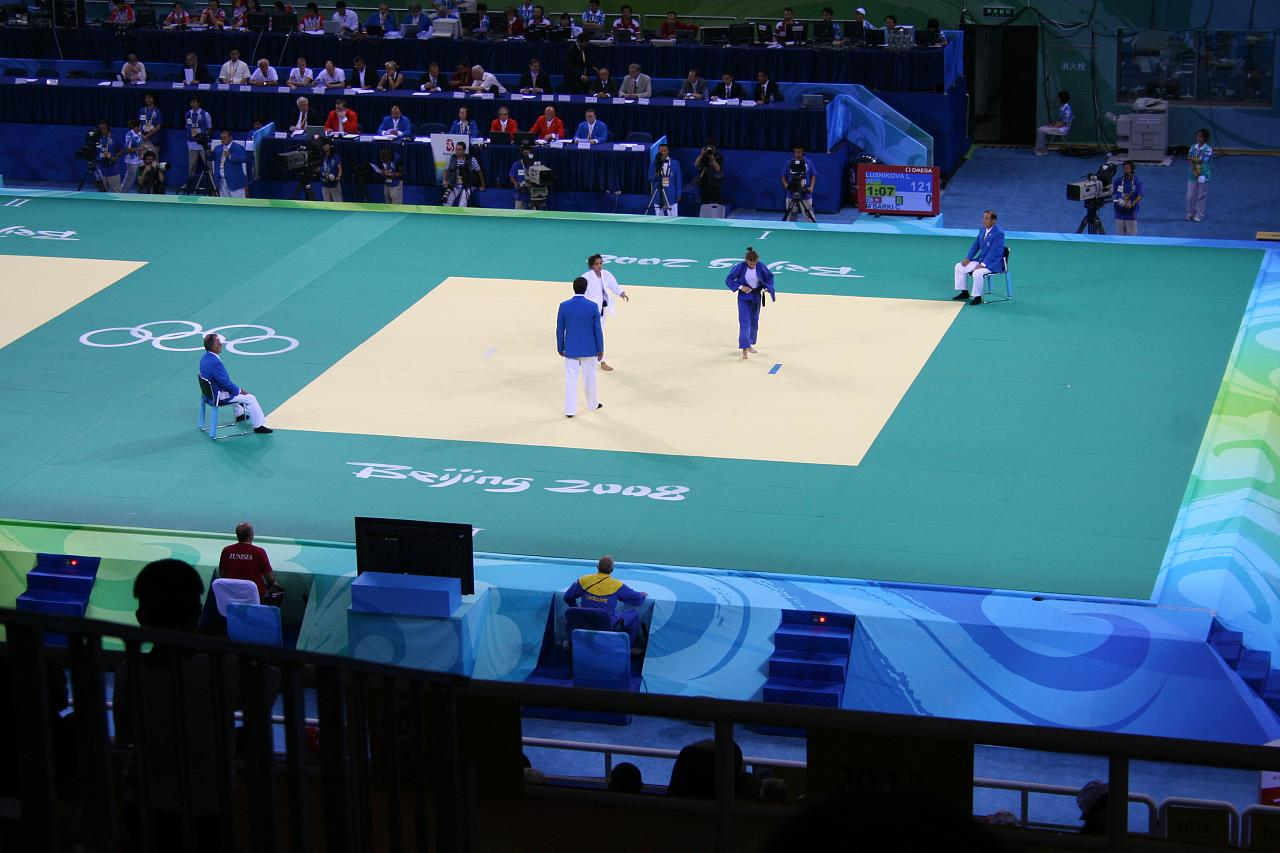

2008年北京オリンピックの柔道競技（2008ねんペキンオリンピックのじゅうどうきょうぎ）は、2008年8月9日から8月15日まで北京科学技術大学の体育館で行われた。

## 概要
男女とも7階級で行われたのはこれまで通りだった。今回の大会では、日本・ロシア・フランスなどの従来の強豪国に加えて、アラブ諸国・中央アジア・アフリカの選手の健闘が目立った。しばしば国際柔道はポイント狙いが過ぎて一本を狙う本来の柔道からかけ離れていると日本では言われていたが、実際は上位選手による一本勝ちが増加し、各国の民族格闘技の技法を応用した豪快な投げ技も数多く見られ、柔道の新たな発展と進化をうかがわせる大会となった。

## 競技結果

### 男子
| 階級         | 金                                        | 銀                                            | 銅                                          |
| ------------ | ----------------------------------------- | --------------------------------------------- | ------------------------------------------- |
| 60 kg以下級  | 崔敏浩 韓国 (KOR)                         | ルートウィヒ・パイシャー オーストリア (AUT)   | リショド・ソビロフ ウズベキスタン (UZB)     |
| 60 kg以下級  | 崔敏浩 韓国 (KOR)                         | ルートウィヒ・パイシャー オーストリア (AUT)   | ルーベン・フーケス オランダ (NED)           |
| 66 kg以下級  | 内柴正人 日本 (JPN)                       | バンジャマン・ダルベレ フランス (FRA)         | ヨルダニス・アレンシビア キューバ (CUB)     |
| 66 kg以下級  | 内柴正人 日本 (JPN)                       | バンジャマン・ダルベレ フランス (FRA)         | 朴哲民 北朝鮮 (PRK)                         |
| 73 kg以下級  | エルヌル・ママドリ アゼルバイジャン (AZE) | 王己春 韓国 (KOR)                             | ラスル・ボキエフ タジキスタン (TJK)         |
| 73 kg以下級  | エルヌル・ママドリ アゼルバイジャン (AZE) | 王己春 韓国 (KOR)                             | レアンドロ・ギルヘイロ ブラジル (BRA)       |
| 81 kg以下級  | オーレ・ビショフ ドイツ (GER)             | 金宰範 韓国 (KOR)                             | ティアゴ・カミロ ブラジル (BRA)             |
| 81 kg以下級  | オーレ・ビショフ ドイツ (GER)             | 金宰範 韓国 (KOR)                             | ロマン・ゴンチュク ウクライナ (UKR)         |
| 90 kg以下級  | イラクリ・チレキゼ グルジア (GEO)         | アマル・ベニクレフ アルジェリア (DZA)         | ヘシャム・メシバ エジプト (EGY)             |
| 90 kg以下級  | イラクリ・チレキゼ グルジア (GEO)         | アマル・ベニクレフ アルジェリア (DZA)         | セルゲイ・アシュワンデン スイス (SUI)       |
| 100 kg以下級 | ナイダン・ツブシンバヤル モンゴル (MGL)   | アスハト・ジトケエフ カザフスタン (KAZ)       | モブルド・ミラリエフ アゼルバイジャン (AZE) |
| 100 kg以下級 | ナイダン・ツブシンバヤル モンゴル (MGL)   | アスハト・ジトケエフ カザフスタン (KAZ)       | ヘンク・フロル オランダ (NED)               |
| 100 kg超級   | 石井慧 日本 (JPN)                         | アブドゥロ・タングリエフ ウズベキスタン (UZB) | オスカル・ブライソン キューバ (CUB)         |
| 100 kg超級   | 石井慧 日本 (JPN)                         | アブドゥロ・タングリエフ ウズベキスタン (UZB) | テディ・リネール フランス (FRA)             |

### 女子
| 階級        | 金                                    | 銀                                      | 銅                                        |
| ----------- | ------------------------------------- | --------------------------------------- | ----------------------------------------- |
| 48 kg以下級 | アリナ・ドゥミトル ルーマニア (ROU)   | ヤネト・ベルモイ キューバ (CUB)         | 谷亮子 日本 (JPN)                         |
| 48 kg以下級 | アリナ・ドゥミトル ルーマニア (ROU)   | ヤネト・ベルモイ キューバ (CUB)         | パウラ・パレト アルゼンチン (ARG)         |
| 52 kg以下級 | 冼東妹 中国 (CHN)                     | 安琴愛 北朝鮮 (PRK)                     | ソラヤ・ハダド アルジェリア (ALG)         |
| 52 kg以下級 | 冼東妹 中国 (CHN)                     | 安琴愛 北朝鮮 (PRK)                     | 中村美里 日本 (JPN)                       |
| 57 kg以下級 | ジュリア・クインタバレ イタリア (ITA) | デボラ・フラベンステイン オランダ (NED) | ケトレイン・クアドロス ブラジル (BRA)     |
| 57 kg以下級 | ジュリア・クインタバレ イタリア (ITA) | デボラ・フラベンステイン オランダ (NED) | 許岩 中国 (CHN)                           |
| 63 kg以下級 | 谷本歩実 日本 (JPN)                   | リュシ・デコス フランス (FRA)           | エリザベト・ウィルボーダス オランダ (NED) |
| 63 kg以下級 | 谷本歩実 日本 (JPN)                   | リュシ・デコス フランス (FRA)           | 元玉任 北朝鮮 (PRK)                       |
| 70 kg以下級 | 上野雅恵 日本 (JPN)                   | アナイシス・エルナンデス キューバ (CUB) | ロンダ・ラウジー アメリカ合衆国 (USA)     |
| 70 kg以下級 | 上野雅恵 日本 (JPN)                   | アナイシス・エルナンデス キューバ (CUB) | エディス・ボッシュ オランダ (NED)         |
| 78 kg以下級 | 楊秀麗 中国 (CHN)                     | ヤレニス・カスティージョ キューバ (CUB) | 鄭敬美 韓国 (KOR)                         |
| 78 kg以下級 | 楊秀麗 中国 (CHN)                     | ヤレニス・カスティージョ キューバ (CUB) | ステファニー・ポサメ フランス (FRA)       |
| 78 kg超級   | 佟文 中国 (CHN)                       | 塚田真希 日本 (JPN)                     | ルツィヤ・ポラウデル スロベニア (SLO)     |
| 78 kg超級   | 佟文 中国 (CHN)                       | 塚田真希 日本 (JPN)                     | イダリス・オルティス キューバ (CUB)       |

## 国・地域別のメダル獲得数
| 順   | 国・地域               | 金 | 銀 | 銅 | 計 |
| ---- | ---------------------- | -- | -- | -- | -- |
| 1    | 日本 (JPN)             | 4  | 1  | 2  | 7  |
| 2    | 中国 (CHN)             | 3  | 0  | 1  | 4  |
| 3    | 韓国 (KOR)             | 1  | 2  | 1  | 4  |
| 4    | アゼルバイジャン (AZE) | 1  | 0  | 1  | 2  |
| 5    | グルジア (GEO)         | 1  | 0  | 0  | 1  |
| 5    | ドイツ (GER)           | 1  | 0  | 0  | 1  |
| 5    | イタリア (ITA)         | 1  | 0  | 0  | 1  |
| 5    | モンゴル (MGL)         | 1  | 0  | 0  | 1  |
| 5    | ルーマニア (ROU)       | 1  | 0  | 0  | 1  |
| 10   | キューバ (CUB)         | 0  | 3  | 3  | 6  |
| 11   | フランス (FRA)         | 0  | 2  | 2  | 4  |
| 12   | オランダ (NED)         | 0  | 1  | 4  | 5  |
| 13   | 北朝鮮 (PRK)           | 0  | 1  | 2  | 3  |
| 14   | アルジェリア (ALG)     | 0  | 1  | 1  | 2  |
| 14   | ウズベキスタン (UZB)   | 0  | 1  | 1  | 2  |
| 16   | オーストリア (AUT)     | 0  | 1  | 0  | 1  |
| 16   | カザフスタン (KAZ)     | 0  | 1  | 0  | 1  |
| 18   | ブラジル (BRA)         | 0  | 0  | 3  | 3  |
| 19   | アルゼンチン (ARG)     | 0  | 0  | 1  | 1  |
| 19   | エジプト (EGY)         | 0  | 0  | 1  | 1  |
| 19   | スロベニア (SLO)       | 0  | 0  | 1  | 1  |
| 19   | スイス (SUI)           | 0  | 0  | 1  | 1  |
| 19   | タジキスタン (TJK)     | 0  | 0  | 1  | 1  |
| 19   | ウクライナ (UKR)       | 0  | 0  | 1  | 1  |
| 19   | アメリカ合衆国 (USA)   | 0  | 0  | 1  | 1  |
| 合計 | 合計                   | 14 | 14 | 28 | 56 |